# MVP Coppa Italia Serie A FIP
L'MVP Coppa Italia Serie A FIP è il premio conferito dalla Lega Basket al miglior giocatore della Coppa Italia.

## Vincitori
| Stagione | Giocatore           | Squadra           |
| -------- | ------------------- | ----------------- |
| 1994     | Davide Bonora       | Scaligera Verona  |
| 1995     | Orlando Woolridge   | Pall. Treviso     |
| 1996     | Rolando Blackman    | Olimpia Milano    |
| 1997     | Branislav Prelević  | Virtus Bologna    |
| 1998     | Carlton Myers       | Fortitudo Bologna |
| 1999     | Alessandro Frosini  | Virtus Bologna    |
| 2000     | Denis Marconato     | Pall. Treviso     |
| 2001     | Rashard Griffith    | Virtus Bologna    |
| 2002     | Emanuel Ginóbili    | Virtus Bologna    |
| 2003     | Tyus Edney          | Pall. Treviso     |
| 2004     | Jorge Garbajosa     | Pall. Treviso     |
| 2005     | Massimo Bulleri     | Pall. Treviso     |
| 2006     | David Hawkins       | Virtus Roma       |
| 2007     | Spencer Nelson      | Pall. Treviso     |
| 2008     | Devin Smith         | Scandone Avellino |
| 2009     | Shaun Stonerook     | Mens Sana Siena   |
| 2010     | Shaun Stonerook (2) | Mens Sana Siena   |
| 2011     | Kšyštof Lavrinovič  | Mens Sana Siena   |
| 2012     | David Andersen      | Mens Sana Siena   |
| 2013     | Daniel Hackett      | Mens Sana Siena   |
| 2014     | Travis Diener       | Dinamo Sassari    |
| 2015     | David Logan         | Dinamo Sassari    |
| 2016     | Rakim Sanders       | Olimpia Milano    |
| 2017     | Ricky Hickman       | Olimpia Milano    |
| 2018     | Vander Blue         | Auxilium Torino   |
| 2019     | Drew Crawford       | Vanoli Cremona    |
| 2020     | Austin Daye         | Reyer Venezia     |
| 2021     | Luigi Datome        | Olimpia Milano    |
| 2022     | Malcolm Delaney     | Olimpia Milano    |
| 2023     | Amedeo Della Valle  | Brescia           |
| 2024     | Michał Sokołowski   | Napoli Basket     |
| 2025     | Quinn Ellis         | Aquila Trento     |